# Kiezmark
Kiezmark is een plaats in het Poolse district  Gdański, woiwodschap Pommeren. De plaats maakt deel uit van de gemeente Cedry Wielkie en telt 370 inwoners.